# Студентський Прапор
«Студентський Прапор» — журнал-місячник академічної молоді у Львові, що виходив друком упродовж липня 1943 — червня 1944 за ініціативи Об’єднання праці українських студентів при Українському центральному комітеті (засноване 15 червня 1942). Головний редактор — голова Об’єднання праці українських студентів Б.Лончина. Літературний редактор — В.Білинський (псевдоніми — Володич, Кримський). З редакцією співпрацювали вчені, літератори, журналісти — І.Крип’якевич, О.Терлецький, Я.Пастернак, В.Сімович, Б.-Т.Галайчук, Ю.Гаморак (Ю.Стефаник), С.Гординський, М.Думка, П.-М.Ісаїв, І.Німчук, Б.Ольхівський та ін., літератори та науковці зі Східної України — Г.Костюк, Ю.Шевельов, В.Міяковський та В.Чапленко.
Надруковано 12 номерів у 10 випусках (1943 — № 1—6; 1944 — № 1—6). Номери за квітень—червень 1944 вийшли в Кракові. Відрізнявся від інших студентських видань кращим поліграфічним виконанням (друкувався в митрополичій друкарні "Студіон").
Опубліковано літературознавчі статті, твори репресованих письменників — О.Слісаренка, Є.Плужника, М.Хвильового, М.Драй-Хмари, молодих авторів — Є.Самохваленка, М.Дяченка, Н.Калюжної, В.Білинського, в останніх числах — твори початківців О.Омельчука, Ю.Чаплі, Р.Сухорського; вміщувалися науково-популярні матеріали з історії науки і техніки (І.Фещенка-Чопівського), археології (Я.Пастернака), правознавства (Б.-Т.Галайчука), мовознавства (В.Чапленка), мистецтвознавства (В.Свєнціцької), філософії (П.-М.Ісаєва, Д.Козія, Б.Лончини) та ін.
Значну увагу приділено історії створення дивізії СС "Галичина", друкувалися тексти звернень губернатора галицького дистрикту О.Вехтера, провідника Українського центрального комітету В.Кубійовича та ін. Головне суспільне завдання студентського руху журнал вбачав у створенні загону фахівців, інтегрованих у національне життя, у відродженні інтелігенції української.
За короткий період "Студентський прапор" зумів викликати зацікавлення широкої культурної і громадської аудиторії і, водночас, висловивши головні актуальні моменти студентського руху в його закордонних і львівському осередках, увійшов до історії преси як високопрофесійне корпоративне видання.